# Haha (Ethnie)

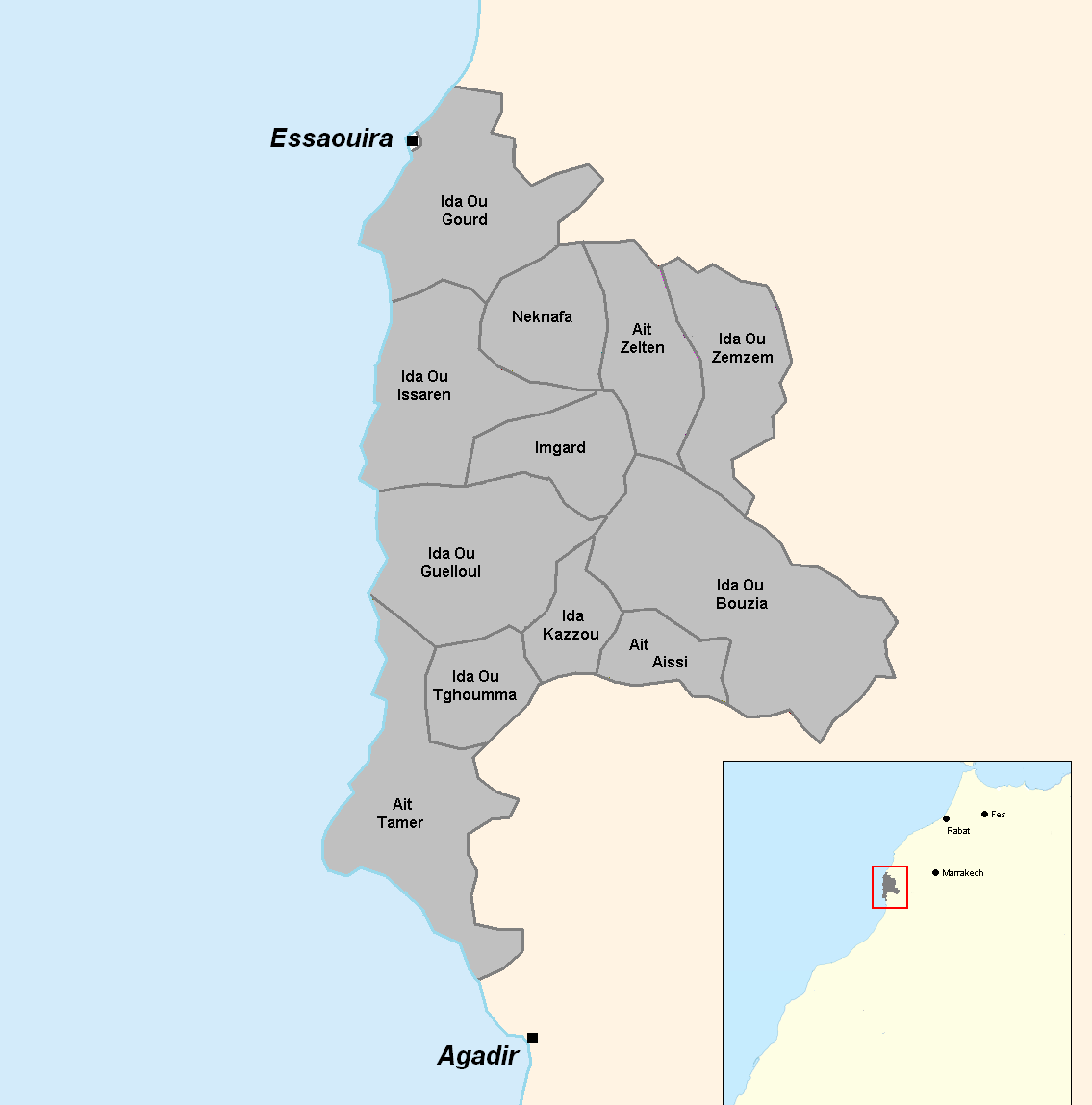
Eine Karte mit allen Unterstämmen der Haha-Ethnie

Die Haha oder Iḥaḥan (arabisch حاحا) sind eine marokkanische Konföderation von masmudischen Berberstämmen im westlichen Hohen Atlas in Marokko. Sie identifizieren sich als Stammesbund des Schlöh-Volkes und sprechen die Shilha-Sprache. Ihre Region erstreckt sich von der Stadt Essaouira im Süden bis zur Souss-Ebene, hauptsächlich an der Atlantikküste.

## Persönlichkeiten
- Saïd Taghmaoui
- Nayef Aguerd